# American Academy of Dramatic Arts

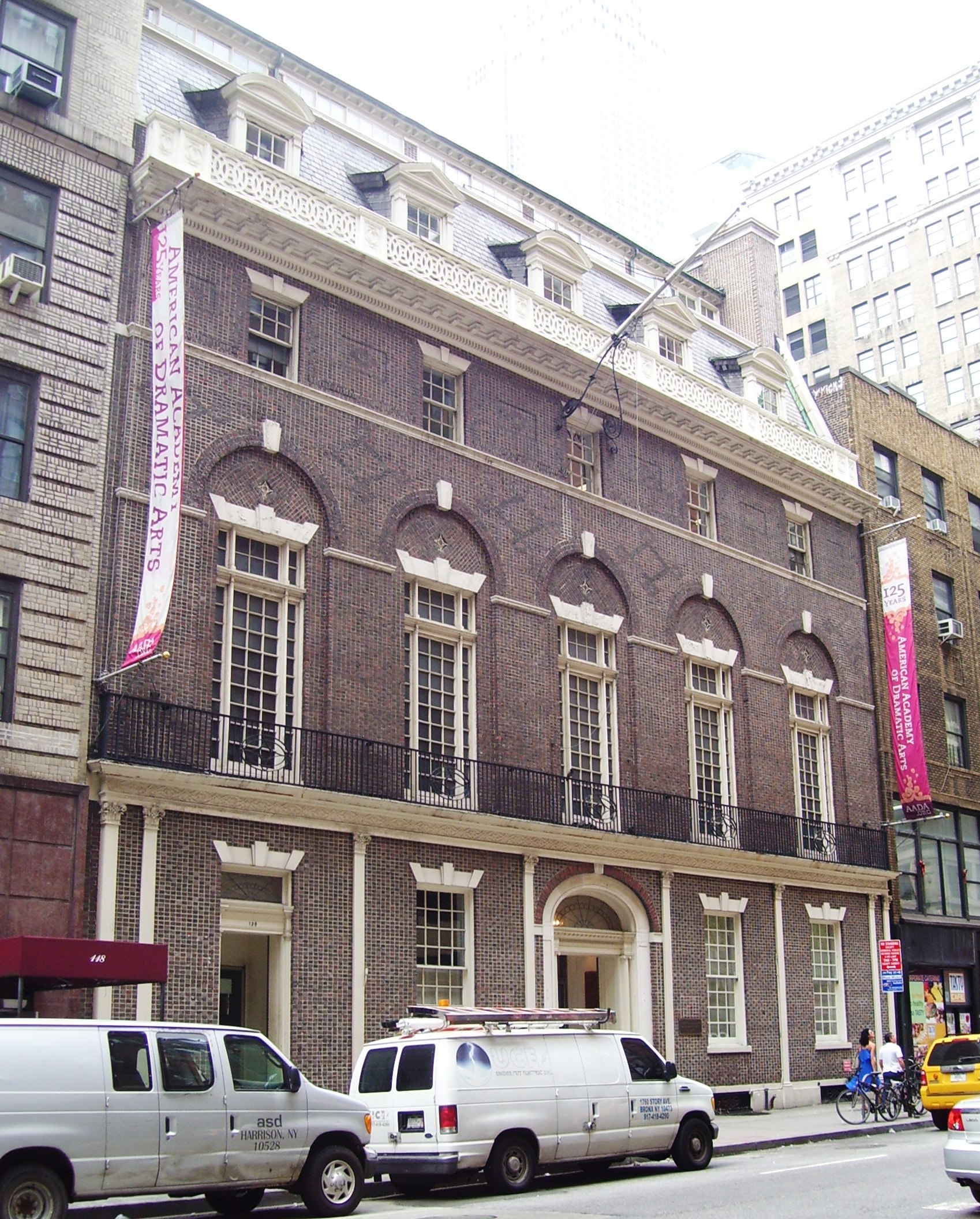
American Academy of Dramatic Arts

De American Academy of Dramatic Arts (AADA) is een Amerikaanse toneelschool met een campus in New York (in een historisch gebouw ontworpen door architect Stanford White) en een campus in Los Angeles (in een nieuw gebouw op de site van de vroegere Charlie Chaplin studios).
De Academy in New York werd opgericht in 1884, en was de eerste professionele toneelschool in de Verenigde Staten. In 1974 opende de school een campus in Los Angeles (eerst in Pasadena, vanaf 1999 in Hollywood). De American Academy is daarmee de enige acteerschool met afdelingen in de twee belangrijkste centra van de Amerikaanse theater- en filmindustrie. 
De acteeropleiding duurt twee jaar. Studenten die na die basisopleiding verder willen studeren om een hoger diploma te behalen kunnen terecht bij enkele universiteiten die samenwerken met de Academy en de studenten een aantal zogenaamde credits toekennen.
Een groot aantal bekende acteurs en actrices studeerde aan de American Academy. De school pakt graag uit met het hoge aantal genomineerde oud-studenten voor de Tony's (83), Oscars (72) en Emmy's (233). (Aantallen juli 2008)

## Bekende Alumni
- Lauren Bacall
- Anne Bancroft
- Adrien Brody
- John Cassavetes
- Kim Cattrall
- Cecil B. DeMille
- Danny DeVito
- Kirk Douglas
- Anne Hathaway
- Grace Kelly
- Robert Redford
- Jason Robards
- Gena Rowlands
- Paul Rudd
- Gene Tierney
- Spencer Tracy